# Marek Kęsicki
Marek Kęsicki (ur. 1 stycznia 1950 we Wrocławiu, zm. 28 lipca 1975 w Pakistanie) – polski taternik i himalaista, absolwent Politechniki Wrocławskiej, asystent na Wydziale Inżynierii Lądowej.
Współzałożyciel i prezes Akademickiego Klubu Alpinistycznego we Wrocławiu. Dokonał pierwszego zimowego przejścia ścieku Kazalnicy w Tatrach, uczestniczył w dwóch wyprawach w góry Kaukazu. Dokonał pierwszego zimowego przejścia północnej ściany Trollryggenu w Norwegii. 28 lipca 1975 wraz z Kazimierzem Głazkiem, Januszem Kulisiem, Bohdanem Nowaczykiem i Andrzejem Sikorskim dokonał pierwszego w historii polskiego himalaizmu wejścia na wierzchołek powyżej 8000 metrów: Broad Peak Middle (8016 m), niższy wierzchołek Broad Peak w Karakorum. Zginął podczas zejścia, podobny los spotkał Sikorskiego i Nowaczyka. Ciała nie odnaleziono, do dziś spoczywa w Karakorum.